# Alpioniscus giurensis
Alpioniscus giurensis là một loài chân đều trong họ Trichoniscidae. Loài này được Schmalfuss miêu tả khoa học năm 1981.